# Chevrolet Camaro (2015)
La Chevrolet Camaro VI è un'autovettura costruita dalla casa automobilistica statunitense Chevrolet dal 2015 fino al dicembre 2023, quale sesta generazione della omonima muscle car.

## Storia e contesto

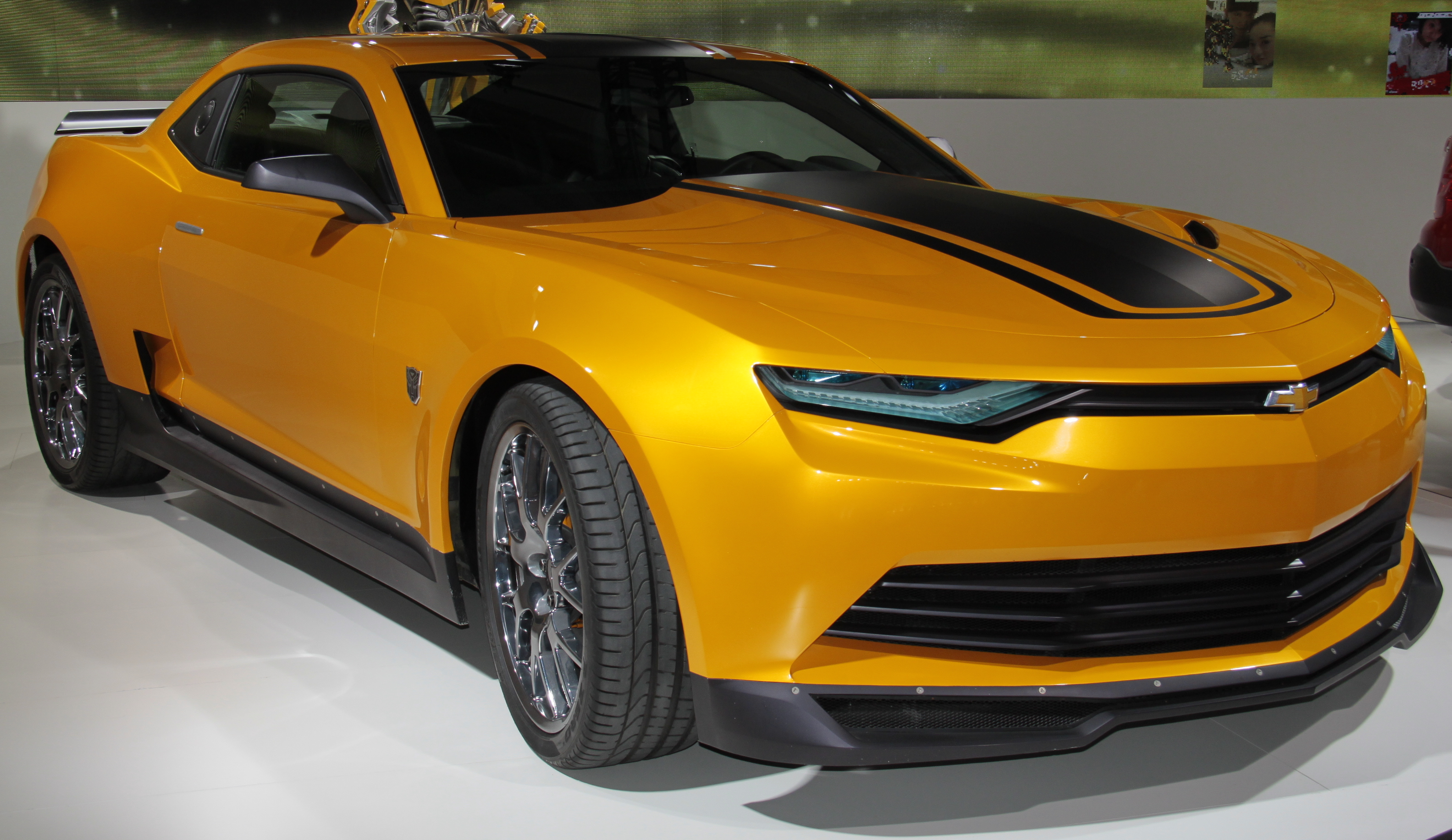
Camaro Concept 2014

Presentata per la prima volta al pubblico il 16 maggio 2015, la sesta generazione della Camaro è completamente inedita e utilizza la nuova Piattaforma GM Alpha condiviso con le Cadillac ATS e CTS. Il 70% delle componenti nella nuova Camaro sono unici ed esclusivi per questo modello.
La sesta generazione della Camaro vede la produzione tornare negli Stati Uniti, in quanto la quarto e quinta generazione erano state assemblate in Canada.
Come la precedente, la sesta generazione è disponibile sia in versione coupé che convertibile. Rispetto alla vecchia serie è 58 mm più corta, 20 mm più stretta, 28 mm più bassa ed è più leggera di 91 kg.

## Dotazione e allestimenti
I livelli di allestimento al lancio sono 1LT, 2LT, 1SS e 2SS. La dotazione standard su tutte include climatizzatore automatico, cruise control, radio satellitare, siatema di assistenza al parcheggio e sette airbag. Chevrolet ha aggiunto un allestimento base denominato 1LS nel 2017.

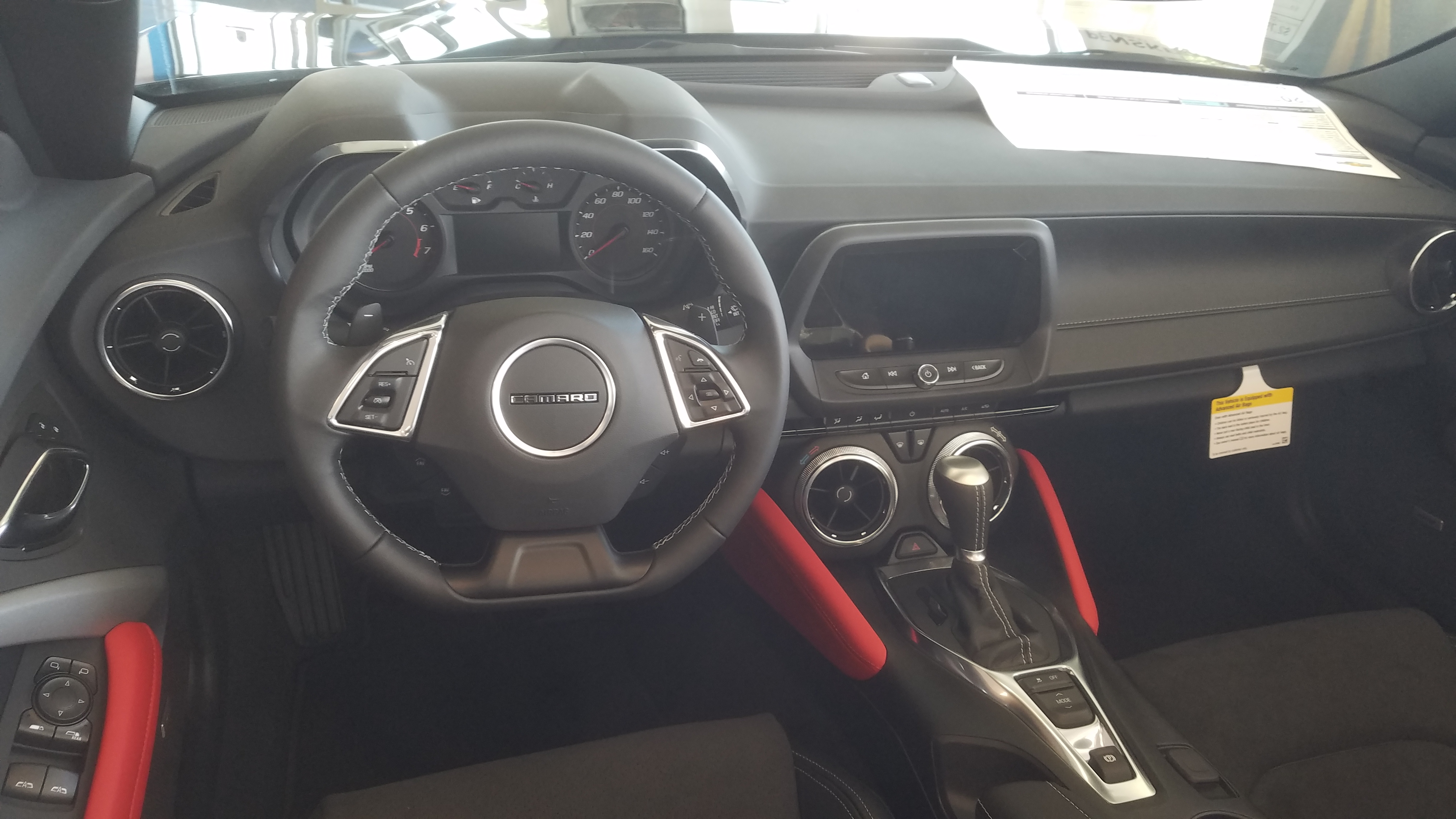
Interni

In Cina l'auto è stata introdotta il 31 agosto 2016 e viene venduta con l'allestimento RS dotata del motore da 2,0 litri a quattro cilindri con cambio automatico a 8 marce.
Nel 2017 sono stati introdotti sui V6 e V8 il pacchetto 1LE Performance Packages, che comprende un cofano nero satinato, splitter anteriore e al posteriore uno spoiler. Il pacchetto V6 1LE aggiunge le sospensione FE3 della Camaro SS, ruote forgiate da 20 pollici con pneumatici maggiorati 245/40R20 e 275/35R20, pinze freno Brembo anteriori a 4 pistoncini, differenziale meccanico a slittamento limitato con rapporto 3,27:1, miglioramento al sistema di raffreddamento, finiture in Alcantara, cambio dalla corsa accorciata, scarico con valvola variabile e una griglia anteriore più grande. Il pacchetto SS 1LE aggiunge la sospensione Magnetic Ride Control derivata dalla ZL1, differenziale elettronico a slittamento limitato con rapporto 3,73:1, ruote forgiate da 20 pollici con misure 285/30R20 e 305/30R20, pinze freno anteriori a sei pistoncini a due pezzi, sedili Recaro anteriori in Alcantara, tappezzerie in cuoio e heads-up display a colori. Nel 2019 il pacchetto 1LE è stato reso disponibile anche in abbinamento con il 2,0 turbo a quattro cilindri.

## Motori e trasmissioni

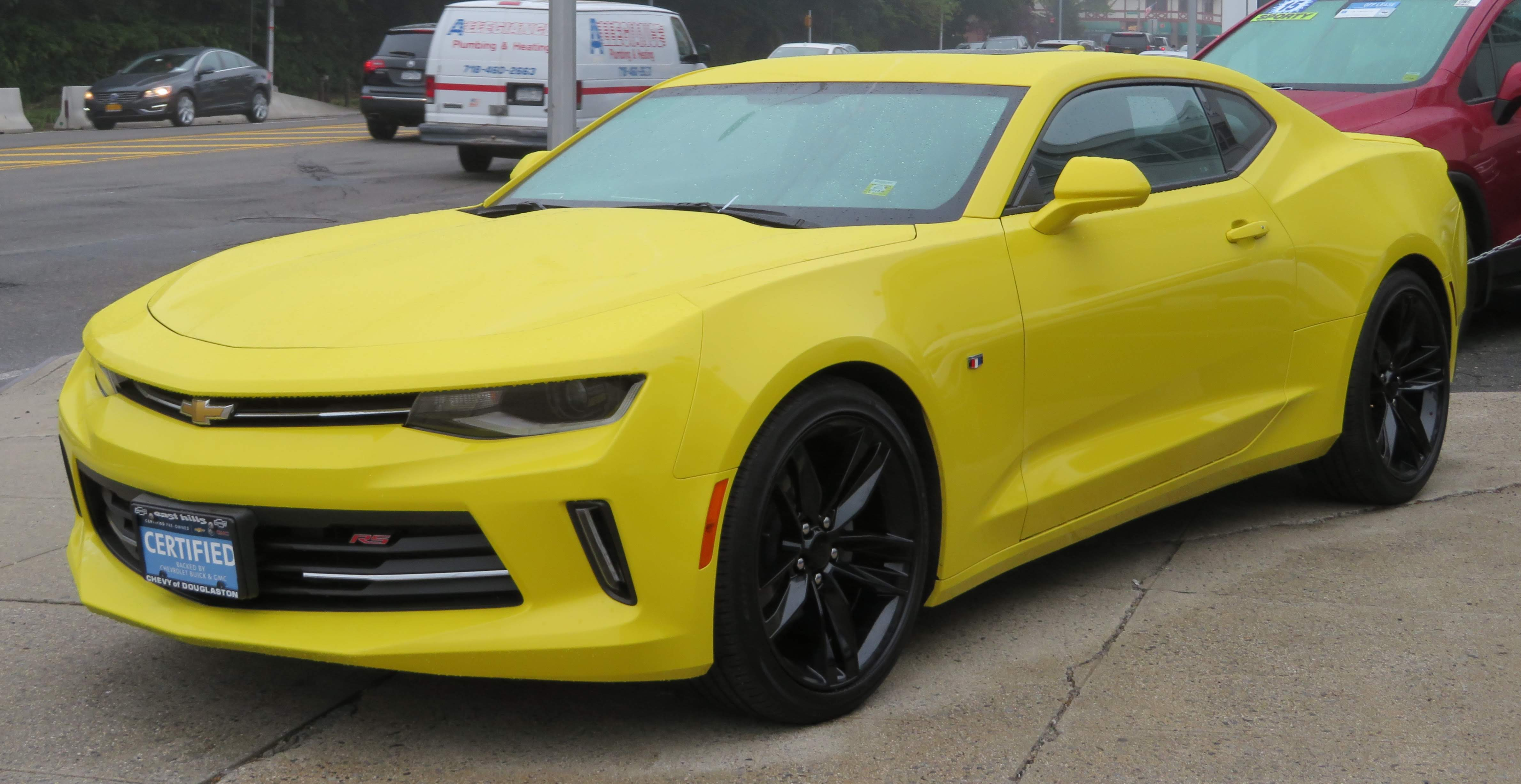
Camaro RS

La sesta generazione della Chevrolet Camaro è disponibile con tre motorizzazioni:
- 2,0 litri LTG Ecotec turbo 4 cilindri, che ha una potenza di 275 CV a 5600 giri/min e 400 Nm di coppia a 3000 giri/min ed è il primo quattro cilindri in una Camaro dalla terza generazione. È disponibile con gli allestimenti 1LS, 1LT e 2LT.
- 3,6 litri LGX V6, con una potenza di 335 CV a 6800 giri/min e 385 Nm di coppia a 5300 giri/min.
- 6,2 litri LT1 V8, che è condiviso con la Corvette C7 e ha una potenza di 455 CV a 6000 giri/min e 617 Nm di coppia a 4400 giri/min.

Il 6,2 litri V8 è disponibile anche in versione sovralimentata, che è condiviso con la Corvette Z06 e ha una potenza di 650 CV a 6400 giri/min e 881 Nm di coppia a 3600 giri/min.
Tutti i motori erano inizialmente disponibili al lancio con un manuale a 6 marce e un automatico a 8 marce, ad eccezione dei modelli ZL1, che utilizzavano un automatico a 10 marce. Nel 2019 sui modelli SS e V6, l'automatico a 8 velocità è stato sostituito dall'automatico a 10 velocità.

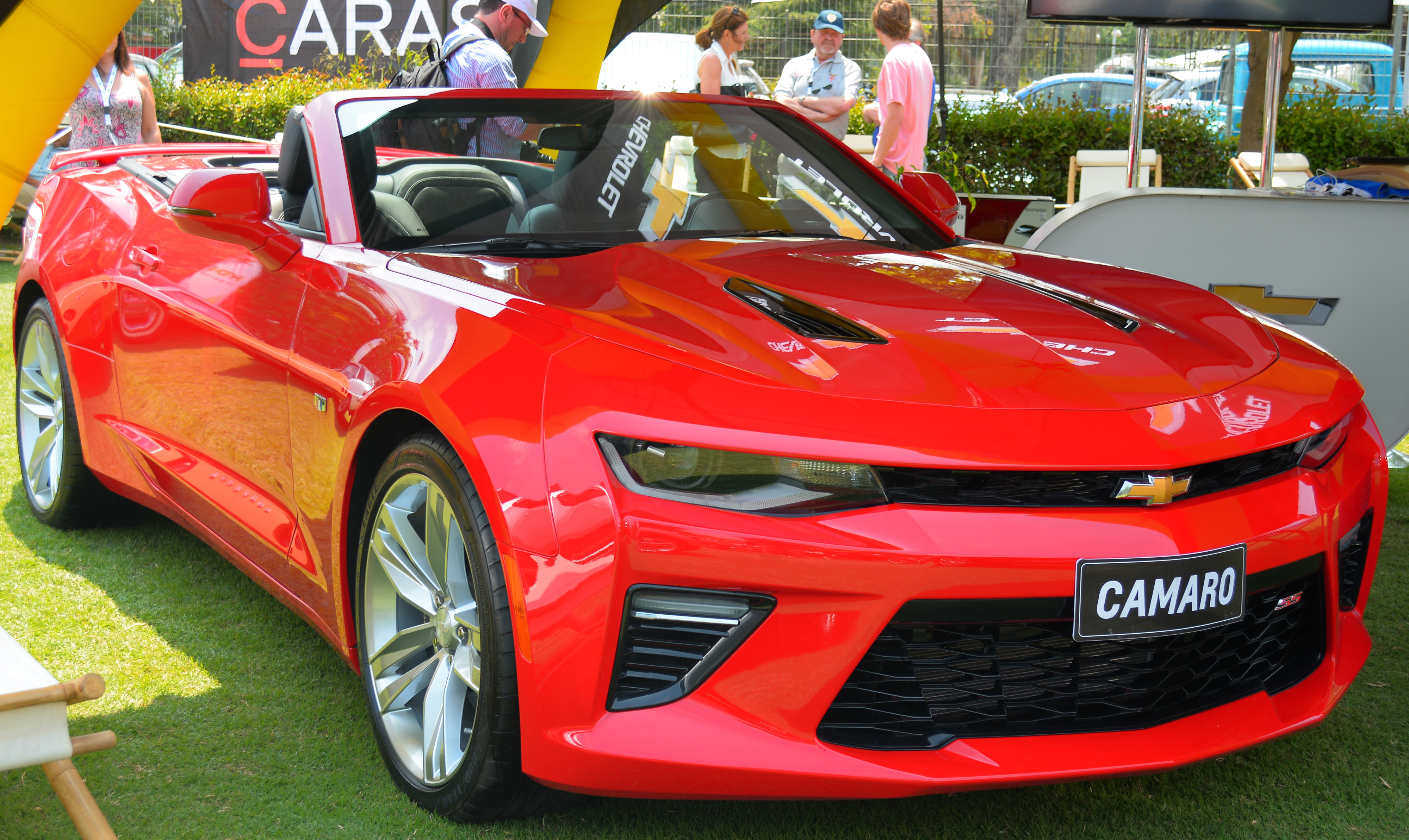
Camaro SS Convertible

## Versioni speciali

### SS
Il modello SS è equipaggiato con un motore V8 da 6,2 litri, sia con un manuale a 6 marce che con automatico a 8 marce, che impiega nell'accelerazione 0-60 mph (0-97 km/h) in 4 secondi. Questo modello è disponibile in due diversi allestimenti, 1SS e 2SS.

### ZL1

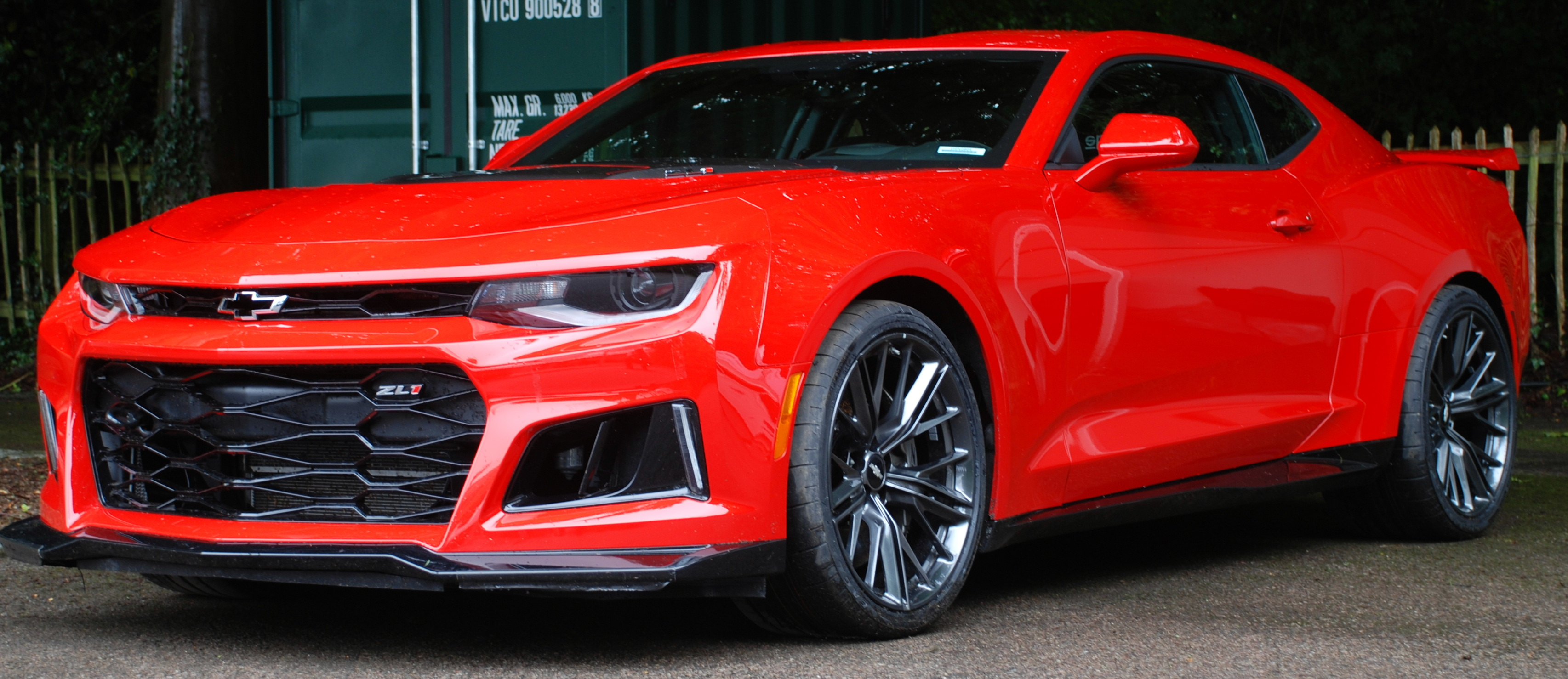
ZL1

Il modello ZL1, che è la variante ad alte prestazioni della Camaro SS, è stato introdotto nel 2017. È dotato di una griglia più grande per un migliore raffreddamento, un nuovo splitter anteriore e un cofano in carbonio. Dispone inoltre di parafanghi anteriori maggiorati per ospitare pneumatici più larghi e le sospensioni magnetoreologiche.
Le trasmissione sono un manuale a 6 marce o un automatico a 10 velocità. Le prestazioni: da 0 a 60 mph (0 a 97 km/h) in 3,5 secondi, il 1/4 miglia coperto in 11,4 secondi con velocità d'uscita di 127 mph (204 km/h). La velocità massima dichiarata è di 198 mph (319 km/h).

## Restyling 2018

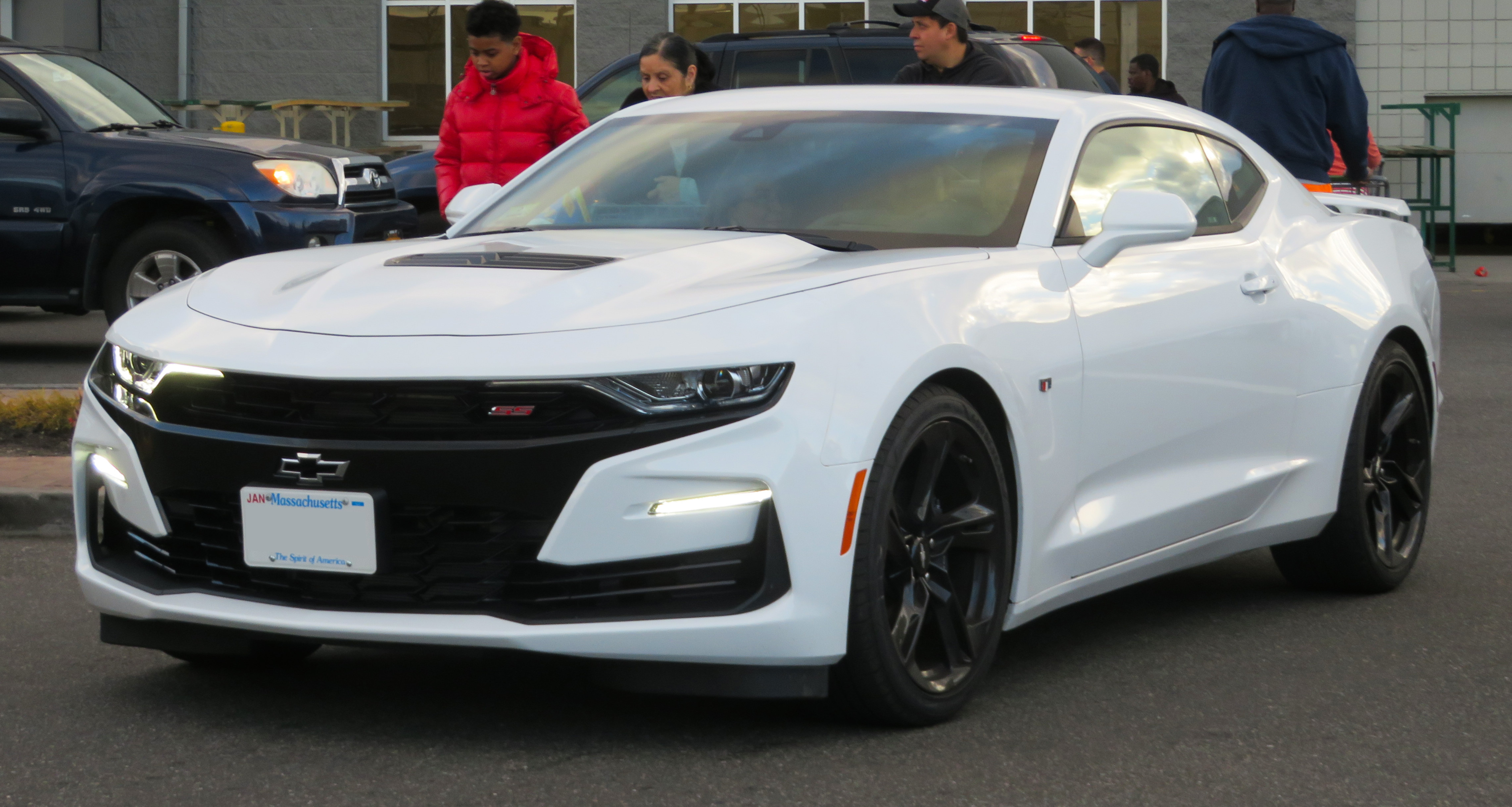
Camaro SS restyling

Nell'aprile 2018, la sesta generazione della Camaro è stata sottoposta ad un restyling di metà carriera. Le modifiche includevano un nuovo sistema di infotainment, carrozzeria ed interni ridisegnati, nuovi cerchi in lega, l'aggiunta del pacchetto 1LE Performance per i modelli LT equipaggiati con il 2.0 litri e l'aggiunta di due nuovi colori esterni (Riverside Blue Metallic e Satin Steel Grey Metallic). Sulle SS l'automatico a 8 velocità è stato sostituito in favore dell'automatico a 10 velocità.

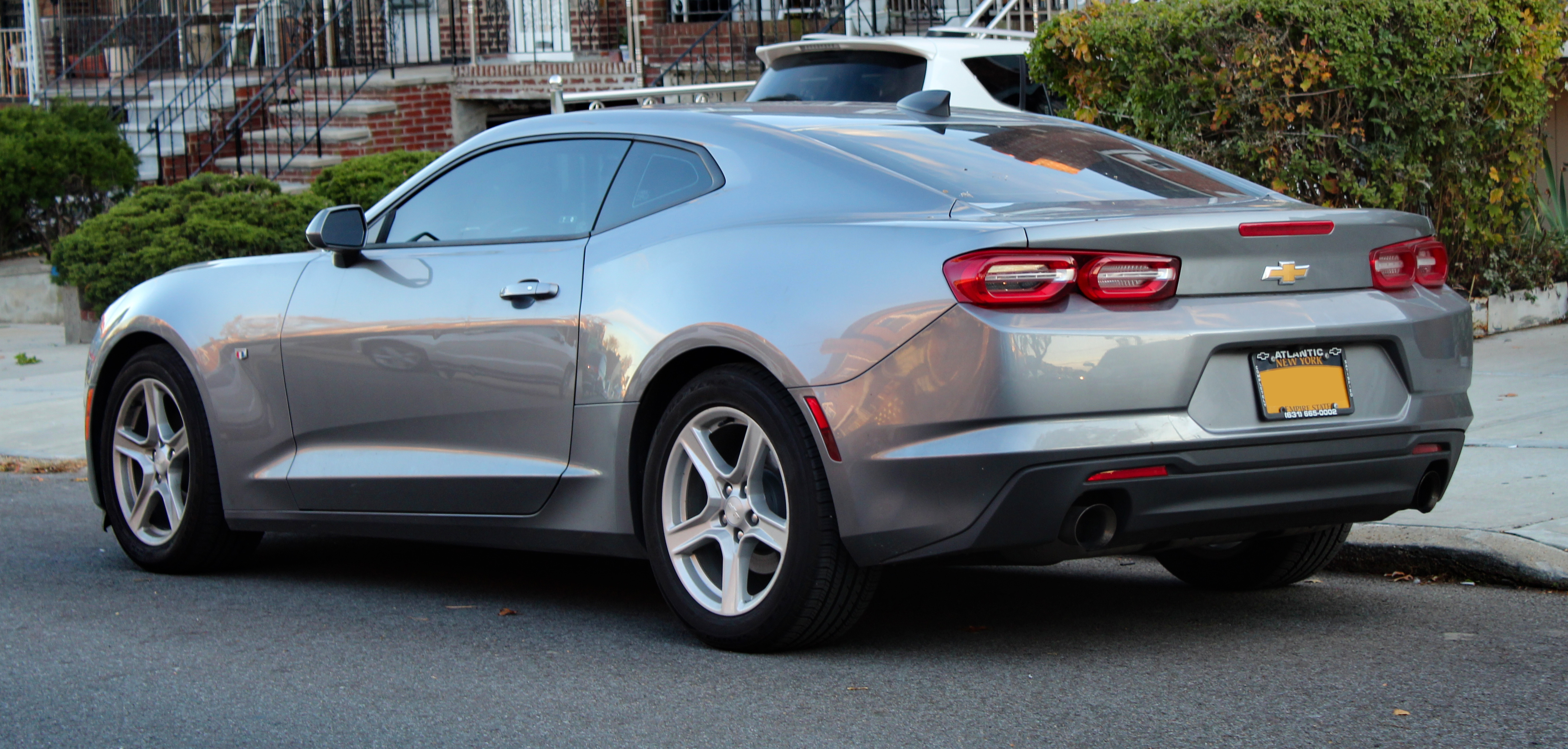
Retro Camaro restyling

Nell'autunno del 2019 è stata la volta della Camaro SS, con il paraurti anteriore in tinta carrozzeria e una nuova griglia del radiatore. Il modello V6 è stato dotato di un cambio automatico a 10 velocità come che sostituisce il precedente cambio a 8 velocità.

## Attività sportiva

### Camaro GT4.R

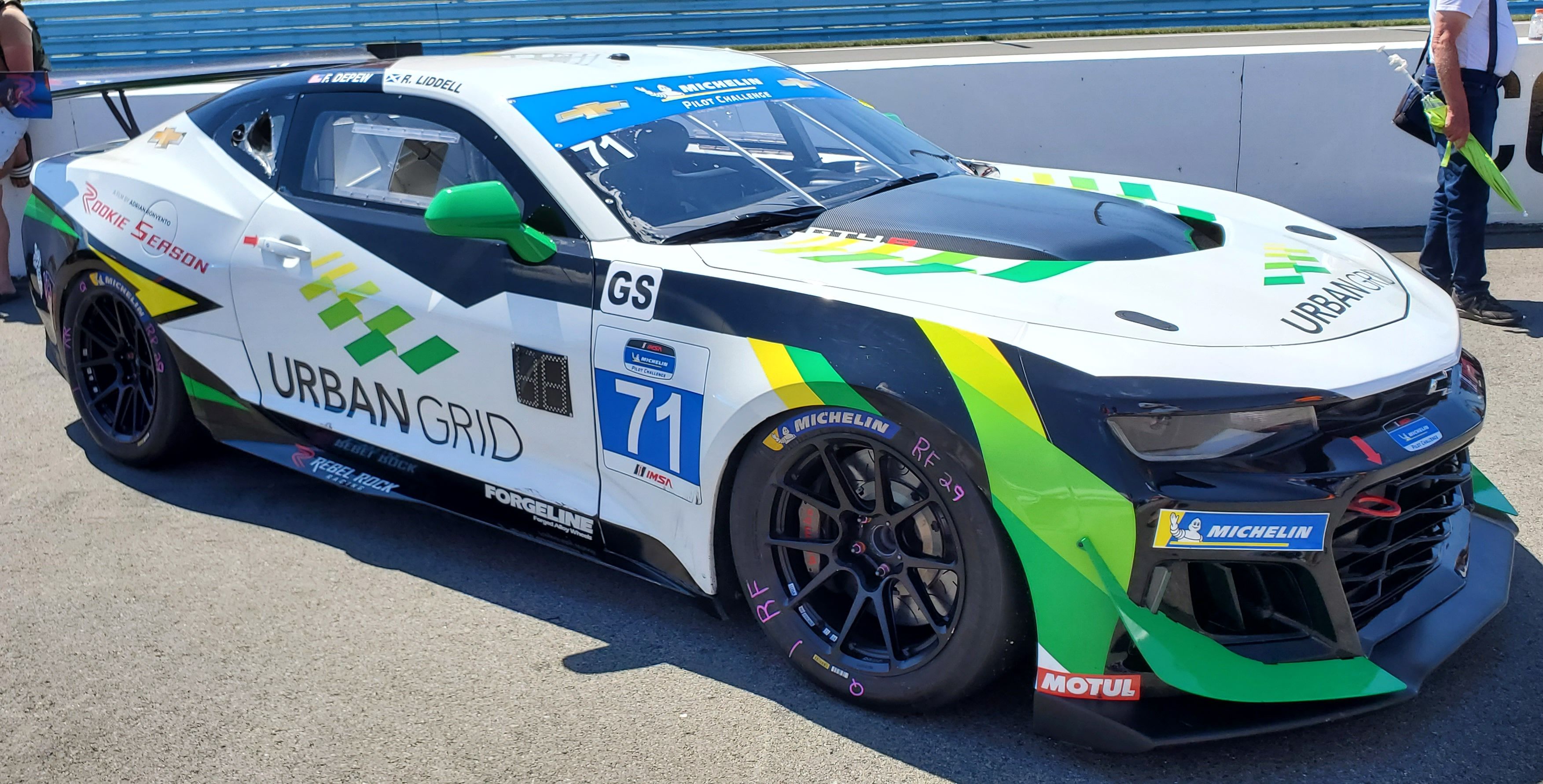
Camaro GT4

Pratt Miller ha sviluppato la Chevrolet Camaro GT4.R, versione da competizione omologata nella categoria GT4 nel 2017. Sebbene sia basata sulla Camaro ZL1, le normative impediscono l'uso di compressori e ciò ha fatto si che il motore fosse sostituito con il V8 LT1 da 6,2 litri aspirato della Camaro SS; inoltre è stato utilizzato nell'auto da corsa l'iniezione diretta, collettori d'aspirazione in fibra di carbonio, albero a camme riprofilato, sistema di acquisizione dati Motec e ECU Bosch MS6. Il motore ha una potenza di 480 CV. Altre modifiche includono una trasmissione sequenziale a 6 velocità Xtrac, un differenziale Xtrac, pinze freno anteriori Brembo a sei pistoncini e posteriori a quattro pistoncini, barre antirollio anteriori e posteriori regolabili e ammortizzatori anteriori Öhlins TTX-46 regolabili a due vie e ammortizzatori posteriori TTX-36. Le modifiche alla carrozzeria includono parafanghi anteriori più larghi, un estrattore d'aria, minigonne laterali, portiere in fibra di carbonio, uno spoiler posteriore in fibra di carbonio con specifiche GT4 e uno splitter anteriore in fibra di carbonio con specifiche GT4; l'auto ha cerchi in lega forgiata monopezzo Forgeline da 18 pollici con gomme slick da corsa. Il peso totale dell'auto è di 1420 kg.

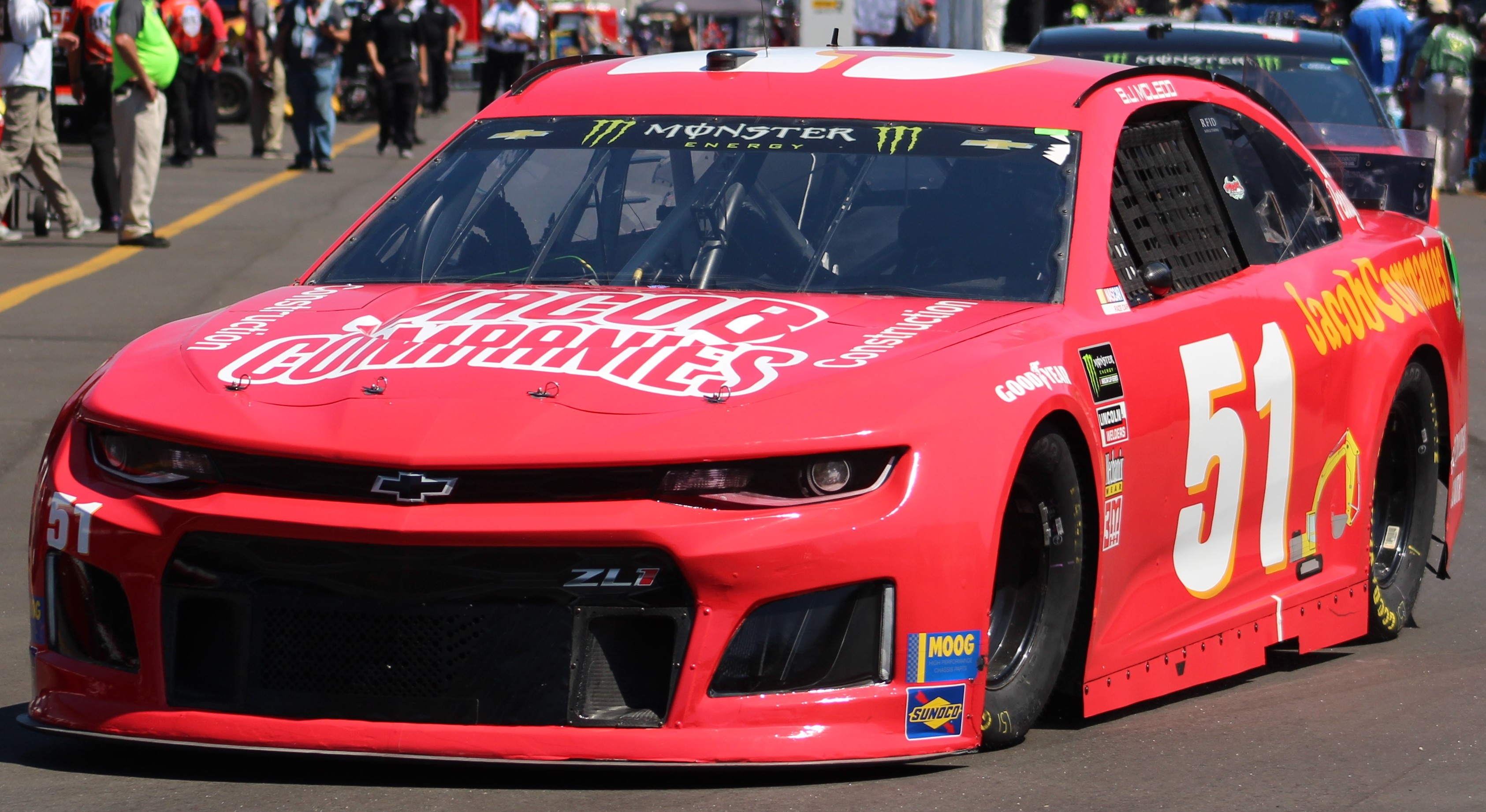
Camaro ZL1 Nascar

### Camaro ZL1 Nascar
La Camaro ZL1 ha sostituito la Chevrolet SS nel 2018 all'interno della NASCAR Cup Series, e ha vinto al debutto alla Daytona 500 con Austin Dillon. Nel 2020 la Camaro ha vinto il campionato con Chase Elliott, bissando il risultato nel 2021 con Kyle Larson.